# Chris Blight
Chris Blight (* 18. Oktober 1982 in Etobicoke, Ontario) ist ein ehemaliger kanadisch-britischer Eishockeyspieler, der im Verlauf seiner aktiven Karriere zwischen 2001 und 2015 unter anderem 145 Spiele für die Cardiff Devils, Sheffield Steelers und Dundee Stars in der britischen Elite Ice Hockey League (EIHL) auf der Position des rechten Flügelstürmers bestritten hat. Darüber hinaus absolvierte Blight annähernd 260 weitere Partien in der ECHL sowie 53 Begegnungen in der American Hockey League (AHL).

## Karriere
Chris Blight begann seine Karriere als Eishockeyspieler bei den Cambridge Hawks, für die er in einer unterklassigen kanadischen Juniorenliga spielte. Nach einem Jahr bei den Guelph Dominators in der Midwest Junior Hockey League (MWJHL), in dem er zum Rookie of the Year ernannt worden war, spielte der Stürmer von 2001 bis 2005 für die Mannschaft der Clarkson University in der ECAC Hockey, einer Division im Spielbetrieb der National Collegiate Athletic Association (NCAA).
Nach zwei Jahren zwischen 2005 und 2007 bei den Toledo Storm aus der ECHL, während der er bei den Worcester Sharks zu seinem ersten Einsatz in der American Hockey League (AHL) gekommen war, wechselte er im Sommer 2007 für ein Jahr zu Toledos Ligakonkurrent Reading Royals. In dieser Spielzeit kam er neben seinen ECHL-Einsätzen auch zu mehr als 30 AHL-Spielen, vor allem für Manitoba Moose und Albany River Rats. Anschließend zog es ihn nach Europa, wo er zunächst für die Nordsjaelland Cobras in der dänischen AL-Bank Ligaen auflief. Bereits nach einem halben Jahr verließ der gebürtige Kanadier die Mannschaft aus Nordsjælland im Januar 2009 wieder und schloss sich den EVR Tower Stars an, bei denen er bis zum Sommer 2010 in der 2. Bundesliga auf dem Eis stand.
Anschließend kehrte Blight für ein Jahr nach Nordamerika zurück und war erneut für die Reading Royals in der ECHL aktiv. Zudem kam der Angreifer auch für unterschiedliche AHL-Teams, unter anderem die Bridgeport Sound Tigers, zu Einsätzen. Nach einem Jahr in der italienischen Serie A1, das er bei Ritten Sport verbracht hatte, wechselte der Flügelstürmer im Sommer 2012 in die britische Elite Ice Hockey League (EIHL). Nachdem er zunächst für die Cardiff Devils gespielt hatte, schloss sich Blight im Februar 2014 den Sheffield Steelers an und gewann mit ihnen im selben Jahr die Playoff-Meisterschaft der Liga. Danach wechselte er zum schottischen Ligakontrahenten Dundee Stars, die er auch als Mannschaftskapitän aufs Eis führte. Im Sommer 2015 beendete der 32-Jährige seine aktive Karriere.

### International
Für Großbritannien nahm Blight erstmals an der Weltmeisterschaft der Division IB 2015 teil. Dabei erzielte der Stürmer in fünf Spielen ein Tor zum Erreichen des zweiten Platzes in der Division bei.

## Erfolge und Auszeichnungen
- 2001 MWJHL Rookie of the Year
- 2006 ECHL-Rookie des Monats März
- 2014 EIHL-Playoffgewinn mit den Sheffield Steelers

## Karrierestatistik

### International
Vertrat Großbritannien bei:
- Weltmeisterschaft der Division IB 2015

(Legende zur Spielerstatistik: Sp oder GP = absolvierte Spiele; T oder G = erzielte Tore; V oder A = erzielte Assists; Pkt oder Pts = erzielte Scorerpunkte; SM oder PIM = erhaltene Strafminuten; +/− = Plus/Minus-Bilanz; PP = erzielte Überzahltore; SH = erzielte Unterzahltore; GW = erzielte Siegtore; 1 Play-downs/Relegation; Kursiv: Statistik nicht vollständig)